# Talent Danmark
Talent Danmark var et Talent-show og er en kopi af det engelske "Britain's got talent". Programmet har været aktivt i både Danmark, Norge og Sverige gennem mange år.

## Talent i Danmark
Første sæson af talent i Danmark blev sendt i foråret 2008. Efterfølgende har der været i alt 5 sæsoner. Der kommer en ny sæson af Talent til foråret 2017 på TV2 Danmark.

## Talent-sæsoner i Danmark
- Talent 2008 (Foråret 2008 på DR)

- Talent 2009 (Foråret 2009 på DR)

- Talent 2010 (Foråret 2010 på DR)

- Danmark har talent:
  - 2015 (Foråret 2015 på TV2)
  - 2016 (Foråret 2016 på TV2)
  - 2017 (Foråret 2017 på TV2)
  - 2018 (Foråret 2018 på TV2)
  - 2019 (Foråret 2019 på TV2)

## Vindere af Talent i Danmark
- Vinderen af Talent 2008 blev Robotdrengene

- Vinderen af Talent 2009 blev Kalle Pimp

- Vinderen af Talent 2010 blev Copenhagen Drummers

- Danmark har talent:
  - Vinderen i 2015 blev Thorsen
  - Vinderen i 2016 blev Mathias
  - Vinderen i 2017 blev Johanne Astrid
  - Vinderen i 2018 blev Moonlight Brothers
  - Vinderen i 2019 blev Alex Porsing

## Talent-historie i Danmark
DR har kørt Talent Danmark siden 2008, men i 2010 måtte DR, efter tre års forsøg, sælge Talent-konceptet i 2011. I 2014 blev konceptet genoplivet af TV2 efter fire års stilhed i Danmark under navnet Danmark har talent. I November 2019 meldte TV 2 ud, af de havde valgt i trække stikket på talentshowet efter 5 sæsoner på TV 2